# Myxilla fibrosa
Myxilla fibrosa är en svampdjursart som beskrevs av Levinsen 1893. Myxilla fibrosa ingår i släktet Myxilla och familjen Myxillidae.
Artens utbredningsområde är havet kring Danmark. Arten är reproducerande i Sverige. Inga underarter finns listade i Catalogue of Life.